# Vườn quốc gia Sundarbans
Vườn quốc gia Sundarban (tiếng Bengal: সুন্দরবন জাতীয় উদ্দ্যান) là một vườn quốc gia, khu bảo tồn hổ, khu dự trữ sinh quyển nằm ở Tây Bengal, Ấn Độ. Đây là một phần của rừng Sundarbans trên đồng bằng sông Hằng, tiếp giáp với khu bảo tồn rừng Sundarban của Bangladesh. Đồng bằng được bảo phủ bởi những khu rừng ngập mặn và là một trong những nơi trú ẩn lớn nhất của loài hổ Bengal. Đây cũng là nơi sinh sống của nhiều loài chim, bò sát và động vật không xương sống bao gồm cả cá sấu nước mặn và trăn Ấn Độ. Vườn quốc gia Sundarban hiện nay được tuyên bố là vùng lõi của Khu bảo tồn hổ Sundarban vào năm 1973 và là khu bảo tồn động vật hoang dã vào năm 1977. Vào ngày 4 tháng 5 năm 1984, nó được tuyên bố là một vườn quốc gia. Nó đã được UNESCO công nhận là Di sản thế giới vào năm 1987, khu dự trữ sinh quyển thế giới từ năm 1989, và vùng đất ngập nước có tầm quan trọng quốc tế theo Công ước Ramsar từ năm 2019.
Bộ phận quản lý rừng đầu tiên có thẩm quyền đối với Sundarban được thành lập vào năm 1869. Năm 1875, một phần lớn rừng ngập mặn được tuyên bố là rừng dự trữ theo Đạo luật năm 1865. Những phần rừng còn lại được tuyên bố là rừng đặc dụng vào năm sau và khu rừng cho đến nay thuộc quản lý của khu hành chính dân sự, được đặt dưới sự kiểm soát của Sở Lâm nghiệp. Một phân khu được quản lý và điều hành rừng cơ bản, được thành lập vào năm 1879 với trụ sở chính tại Khulna, Bangladesh. Kế hoạch quản lý đầu tiên được hình thành trong giai đoạn 1893–1898.
Năm 1911, nó được mô tả là một vùng nước xả thải chưa được khai thác và bị loại khỏi cuộc điều tra dân số. Sau đó, nó kéo dài khoảng 266 kilômét (165 mi) từ cửa sông Hooghly đến Meghna và tiếp giáp với đất liền bởi ba huyện 24 Parganas, Khulna và Backergunge. Tổng diện tích (bao gồm cả mặt nước) được ước tính là 16.900 kilômét vuông (6.526 dặm vuông Anh). Đó là một khu rừng ngập nước, hổ và các loài thú dữ khác rất nhiều nên nỗ lực khai hoang đã không thành công lắm. Khắp mọi nơi của Sundarban là các kênh rạch chằng chịt, một số trong số là những hệ thống giao thông đường thủy tỏa đi khắp vùng Bengal cho cả thuyền hơi nước. Phần lớn nhất khu rừng ngập mặn này nằm ở Bangladesh.